# Claudia Webbe
Claudia Naomi Webbe (née le 8 mars 1965) est une femme politique britannique qui est députée de Leicester East de 2019 à 2024. Elle est conseillère dans l'arrondissement londonien d'Islington jusqu'à sa démission en mars 2021  ayant précédemment été membre du cabinet pour l'énergie, l'environnement et les transports ,. Elle est membre du Comité exécutif national du Parti travailliste de 2016 à 2019. 
Elle est élue au Parlement en tant que candidate travailliste en 2019, mais est suspendue du parti en septembre 2020 après avoir été accusée de harcèlement d'une femme.

## Jeunesse et éducation
Webbe est née et grandit à Leicester. Elle étudie les mathématiques et les statistiques à l'Université de Coventry, et obtient une qualification professionnelle JNC en jeunesse et travail communautaire à l'Université de Birmingham et étudie les sciences sociales à l'Université De Montfort, Leicester, suivie d'une maîtrise en relations raciales et ethniques à Birkbeck, Université de Londres et un diplôme en études socio-juridiques à l'Université de Nottingham Trent.

## Opération Trident
Webbe est présidente du groupe consultatif indépendant d'opération Trident, une initiative communautaire créée au milieu des années 1990 pour s'attaquer aux effets disproportionnés de la violence armée sur les communautés noires. Webbe dirige le groupe de campagnes médiatiques de l'opération Trident. À la suite de l'Affaire Stephen Lawrence de 1999, la police métropolitaine lance en 2000 une unité d'intervention de la police dédiée à l'opération Trident, dont la mission est de prévenir, d'enquêter et de résoudre les meurtres liés aux armes à feu où la victime et l'agresseur sont noirs. 
En février 2013, Trident est réformé en tant que Trident Gang Crime Command pour se concentrer sur la violence chez les jeunes, la police présidant le Trident Independent Advisory Group lui-même. Webbe s'est opposé au changement et l'a appelé "un pas en arrière sur la course".

## Début de carrière politique
Webbe est directrice des politiques et conseillère du maire de Londres, Ken Livingstone. Elle est responsable de la culture, de la stratégie culturelle, des sports et du tourisme et est membre de son équipe de campagne électorale en 2000 et 2004,,.
Webbe se présente aux élections en tant que conseillère à Islington en 2006, mais sans succès. Elle est élue conseillère syndicale au Islington London Borough Council en 2010, représentant le quartier Bunhill. Elle est réélue en 2014 et 2018. Elle est membre exécutif du conseil pour l'environnement et les transports. Webbe démissionne de son poste de conseiller d'Islington en mars 2021.
En 2016, Webbe est élue au Comité exécutif national (NEC) du Parti travailliste, terminant troisième du scrutin avec 92 377 voix. En 2018, elle est présélectionnée pour devenir candidate travailliste à l'élection partielle de Lewisham East, mais termine troisième lors d'un vote parmi les membres du parti local et n'est pas sélectionnée. En juillet 2018, elle est élue présidente du NEC Disputes Panel. En 2018, Webbe est réélue au Comité exécutif national du Parti travailliste en terminant deuxième du scrutin avec 83797 voix.

## Carrière parlementaire
Elle est choisie comme candidate travailliste pour Leicester East pour les élections générales de 2019. Sa sélection aboutit à la démission du président du parti travailliste de circonscription, qui la décrit comme "une réparation", et certains dans la communauté indienne britannique locale sont en colère que l'un de leurs candidats n'ait pas été auditionné,,. Webbe est élue avec une majorité de 6 019 voix. La majorité travailliste au siège en 2017 était de 22.428 voix.
Webbe est nommée au comité d'audit environnemental; le Comité des affaires d'arrière-ban; la commission des affaires étrangères; le Comité de contrôle des exportations d’armes et l’Organisation pour la sécurité et la coopération en Europe. Elle est membre du groupe de campagne socialiste des députés travaillistes.
Le 28 septembre 2020, Webbe est accusée de harcèlement contre une femme entre le 1er septembre 2018 et le 26 avril 2020 et doit comparaître devant le Westminster Magistrates Court le 11 novembre 2020. Elle est par la suite suspendue du groupe travailliste en attendant l'issue de l'affaire mais reste membre du parti travailliste. Le 11 novembre 2020, Webbe plaide non coupable.
Le procès est ouvert le 16 mars, mais est ajourné le même jour car l'avocat de Webbe, Courtenay Griffiths, est transporté à l'hôpital en ambulance. Elle est finalement condamnée, en appel à une peine symbolique, et doit indemniser la victime.